# Las Manchas (La Palma)
Las Manchas és un barri que pertany als municipis d'El Paso i Los Llanos de Aridane, a l'illa de La Palma (Illes Canàries, Espanya). És una zona d'interès històric i geogràfic, especialment pel territori volcànic en què es troba, sent un focus turístic i cultural dels dos municipis. A la fi de l'Segle XV, aquesta zona formava part dels cantons aborígens de Tihuya i Tamanca.
Des de 1837 el territori de Las Manchas pertany als municipis d'El Paso i Los Llanos de Aridane, prenent com a línia de separació l'antic camí ral, substituït en part i des de començaments del segle XX pel traçat de la carretera general del sud al seu pas per la localitat.
Hi ha hagut moviments locals sol·licitant l'escissió d'aquest barri com a municipi independent, però no han prosperat. El més important d'aquests moviments va ser el que va tenir lloc el Segle XIX amb la proposta ferma a la Diputació Provincial de diversos veïns de Las Manchas per constituir-se en municipi. Es va denominar San Nicolás de Las Manchas i abastava el que avui és el territori comprès pels barris de la Laguna, Todoque, Los Campitos, Puerto Naos, El Remo i Las Manchas. Cap d'aquestes iniciatives han acabat en èxit.